# Бесядецкий, Альфред
Альфред Бесядецкий (пол. Alfred Biesiadecki; 13 марта 1839, Дукля, Лемковщина (ныне Подкарпатское воеводство, Польша) — 31 марта 1889) — польский врач, доктор медицины, долголетний президент «Галицкого врачебного общества».

## Биография

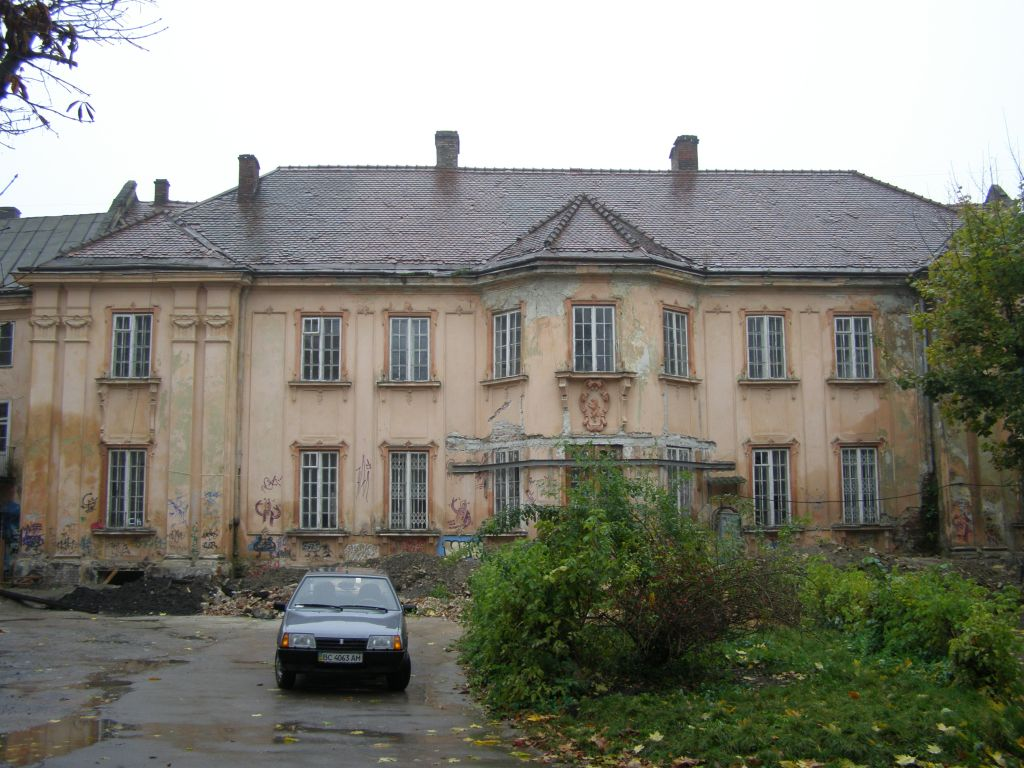
Дворец во Львове

Родился 13 марта 1839 года в городе Дукля, на Лемковщине (сейчас Подкарпатское воеводство, Польша).
В 1856—1857 годах он изучал медицину в университете Вены, в 1862 году стал доктором медицины и хирургии, в 1863 году — магистром акушерства. Затем работал в Вене в общественном госпитале, три года был ассистентом. В 1865 году медицинский факультет Венского университета назначил его ассистентом заведения патологической анатомии (руководитель проф. К. Рокитнянский пол. K. Rokitniański). Под его руководством ряд работ выполнили: Пагенштехер из Гейдельберга, Кессель из Гайссена, Ворохин из Санкт-Петербурга, Коллинз Уоррен из Гейдельберга, Дерби из Бостона, Гот и Янг из Нью-Йорка. Осенью 1868 года стал заведующим кафедры патологической анатомии в Кракове. В 1875 г. стал деканом медицинского факультета, главным референтом общественного здоровья наместничества во Львове. Долголетний президент «Галицкого врачебного общества». Владелец дворца во Львове (теперь этот двор привычно называют его именем).
Автор многочисленных трудов по медицине. Похоронен на Лычаковском кладбище во Львове.

## Награды
- Орден Железной Короны III степени[4].

## Публикации
До 1868 года он опубликовал несколько работ на немецком языке в "Sitzungsberichte der Kaiserlichen Akademie der Wissenschaften" (Вена), в том числе:
- Über das Chiasma nerv. opitc. itd. (1860)
- Beitrag zür physiol. Anat. der Haut (1867)
- Ueber Blasenbildung bei Verbrennung der Haut (1868)

Во время своего пребывания в Кракове он опубликовал, среди прочего:
- Anatomja patologiczna skóry („Pamiętnik Krakowskiej Akademii Umiejętności”)  (Патологическая анатомия кожи («Дневник Краковской академии обучения»))
- Przyczynek do anatomji fizjol. i patol. naczyń chłonicowych skóry („ Rocznik Towarzystwa Naukowego Krakowskiego” i „Przegląd Lekarski ” 1871) (Вклад в анатомию, физиолию и патологию кожных лимфатических сосудов ("Ежегодник Краковского научного общества" и "Przegld Lekarski" 1871 г.))
- Haut, Haare u. Näagel (Strickera «Gewebelehre»)  (Кожа, Волосы и. Гвозди (Strickera «Gewebelehre»))